# Orthosia picata
Orthosia picata là một loài bướm đêm trong họ Noctuidae.